# The Changeling (série de televisão)
The Changeling é uma série de televisão norte-americana de horror e fantasia criada por Kelly Marcel e dirigida por Melina Matsoukas, baseada no romance homônimo de Victor LaValle, para o Apple TV+. A série estreou em 8 de setembro de 2023, com os três primeiros episódios.

## Premissa
Um homem sai em busca de sua esposa depois que ela faz algo horrível após o nascimento do primeiro filho do casal.

## Elenco e personagens

### Principal
- LaKeith Stanfield como Apollo Kagwa, um comerciante de livros usados
- Adina Porter as Lillian Kagwa, mae de Apollo
  - Alexis Louder como Lillian Kagwa (jovem)
- Clark Backo como Emma "Emmy" Valentine, esposa grávida de Apollo
- Samuel T. Herring como William Wheeler, um homem que faz amizade com Apolo em uma busca para reconquistar sua esposa e filhos
- Jared Abrahamson como Brian West, um agente de liberdade condicional, pai de Apolo e marido de Lillian

### Recorrente
- Amirah Vann como Kim Valentine, irmã de Emma e única membro da família dela
- Malcolm Barrett como Patrice Green, melhor amigo de Apolo, ex-veterano e entusiasta de livros como ele
- Elena Hurst como Yurina
- Emy Coligado como Carlotta

### Participações especiais
- Daphne Rubin-Vega como Mrs. Ortiz
- Michelle Giroux como Gretta
- Karen Giordano como Sheryl
- Kim Roberts como Alice
- Dennis Andres como Leif
- Christine Spang como June
- Sonia Dhillon Tully como Dr. Calero
- Joris Jarsky como Sam Valentine
- Adam Augslander comos David Krug
- Tom Rooney como Father Hagen
- Jane Kaczmarek como Cal
- Teca Pereira como Old Washer Woman

## Episódios

### Primeira Temporada (2023)
| N.º na série | N.º na temp. | Título                | Dirigido por        | Escrito por  | Exibição original     |
| ------------ | ------------ | --------------------- | ------------------- | ------------ | --------------------- |
| 1            | 1            | "'"First Comes Love"" | [Melina Matsoukas]] | Kelly Marcel | 8 de setembro de 2023 |
| -            |              |                       |                     |              |                       |

## Produção
A Annapurna Pictures adquiriu os direitos do romance em agosto de 2017, com a intenção de transformá-lo em uma série de televisão. Em agosto de 2021, o Apple TV+ aprovou a série, com Kelly Marcel escrevendo os roteiros e atuando como showrunner, Melina Matsoukas na direção e Lakeith Stanfield escalado para o papel principal. Adina Porter e Clark Backo foram adicionados ao elenco em março de 2022. Em junho, o músico Samuel T. Herring se juntou ao elenco. Malcolm Barrett, Alexis Louder, Amirah Vann e Jared Abrahamson foram escalados para papéis recorrentes em julho.
As filmagens da série começaram em maio de 2022, em New Jersey, sob o título provisório Improbable Valentine. Os locais de filmagem incluíram Hoboken, Jersey City e Nova York, além de Toronto e Londres, Ontário.

## Recepção
O site agregador de resenhas Rotten Tomatoes registrou uma aprovação de 74%, com uma média de 6,95/10 com base em 73 críticas. O consenso dos críticos do site diz: "Ancorado por uma performance superb de LaKeith Stanfield, The Changeling é um conto de fadas ambicioso que pode ser excessivamente disperso em sua tonalidade, mas nunca falta imaginação ou espírito." O Metacritic, que usa uma média ponderada, atribuiu uma pontuação de 64 de 100 com base em 33 críticas, indicando "críticas geralmente favoráveis".

### Premiações
No 39º Independent Spirit Awards, Adina Porter foi indicada na categoria de Melhor Atriz Coadjuvante em uma Nova Série Scriptada, enquanto Clark Backo foi indicado para Melhor Performance de Destaque em uma Nova Série Scriptada.